# Novo Amor
Ali John Meredith-Lacey (nacido el 11 de agosto de 1991), más conocido como Novo Amor, es un multiinstrumentista, cantante, compositor, diseñador de sonido y productor galés. Lacey saltó a la fama después del lanzamiento de su EP debut Woodgate, NY en marzo de 2014.

## Carrera profesional
Lacey nació el 11 de agosto de 1991 y se crio en Llanidloes, Gales y ahora reside en Cardiff. Drift, un sencillo de dos pistas autoeditado en 2012, fue el primer lanzamiento de Lacey como Novo Amor.
El primer EP como Novo Amor de Lacey, Woodgate, NY, fue lanzado el 31 de marzo de 2014 junto con el sello noruego Brilliance Records. Sobre la base del éxito del EP, Lacey lanzó el sencillo "Faux", una colaboración con Ed Tullett, en Dumont Dumont y Brilliance Records el 23 de junio de 2014. En el mismo mes, Lacey también firmó con la editorial británica BDi Music, parte de Bucks Music Group.
"Callow", otro sencillo como Novo Amor, fue lanzado el 17 de noviembre de 2014. A esto le siguió " Welcome to the Jungle ", un cover de los Guns N' Roses para una campaña publicitaria de AXE / Lynx el 6 de enero de 2015, con su respectivo video dirigido por Nabil. Lacey realizó una gira por Alemania, Suiza y Austria durante abril y mayo de 2015, y fue nominado a 2 premios en los Music Week Sync Awards por el uso comercial de su música. " Anchor ", otro sencillo como Novo Amor, fue lanzado el 23 de octubre de 2015.
Un segundo sencillo colaborativo con Ed Tullett, "Alps", fue lanzado el 15 de abril de 2016. 
El 26 de mayo de 2017, Bathing Beach, el segundo EP de Novo Amor, fue lanzado a través de AllPoints, el sello interno de Believe Recordings.
El 10 de noviembre de 2017, Lacey y Ed Tullett lanzaron Heiress, su álbum colaborativo completo en All Points.
El 14 de junio de 2018, Lacey anunció su disco debut en solitario, Birthplace, que se lanzó el 19 de octubre de 2018 a través de All Points. Para promocionar el lanzamiento del álbum, Lacey colaboró con Sil van der Woerd y Jorik Dozy (Studio Birthplace), el productor de Sean Lin y New Frontier Pictures, filmó a Nihal Friedel para lanzar el video musical del sencillo con el mismo nombre 'Birthplace'. Los videos musicales cuentan el abuso humano de los océanos, en torno a la vista del buceador libre Michael Board. A los efectos del video, según Independent, "el modelo de la ballena de 13 metros de largo, que fue hecho de plástico recolectado por estudiantes, quienes recibieron libros a cambio de sus donaciones". El video musical fue nominado el 8 de agosto a los premios de la Asociación de Música Independiente (AIM) ganando la categoría 'Video Independiente del Año'.
Lacey realizó una gira con Gia Margaret en 2019. Grabaron y lanzaron dos canciones juntos, "Lucky For You" y "No Fun" el 28 de febrero de 2019.
En agosto de 2019, Lacey comenzó a trabajar en su segundo álbum de larga duración en un estudio casero en Gales, Reino Unido. La grabación del álbum terminó alrededor de febrero de 2020. El 30 de julio de 2020, anunció el lanzamiento de su segundo álbum en solitario, Cannot Be, Whatsoever, a través de AllPoints el 6 de noviembre de 2020. El álbum presenta una portada bordada de la artista holandesa Tilleke Schwarz, titulada 'Birdcage', que luego se convirtió en uno de los títulos de las canciones del álbum. El 2 de diciembre, Lacey lanzó el documental del álbum titulado 'Please Don’t Stand Up When Room Is In Motion', dirigido por Josh Bennett.

### Etimología
Novo Amor es en portugués Nuevo Amor. El artista confirmó en un tuit que el nombre tenía un origen "portugués/latino" [sic], sin dar más explicaciones. Dijo en una entrevista que pasó por una ruptura en 2012 antes de comenzar a producir y eso lo llevó a este nombre cuando encontró su "Nuevo amor" en la música.

## Discografía

### Álbumes de estudio
| Título                    | Detalles |
| ------------------------- | --- |
| Heiress                   | - Lanzamiento: 10 de noviembre de 2017 - Discográfica: AllPoints - Formatos: CD, descarga digital, streaming, vinilo |
| Birthplace                | - Lanzamiento: 19 de octubre de 2018 - Discográfica: AllPoints - Formatos: CD, descarga digital, streaming, vinilo   |
| Cannot Be, Whatsoever     | - Lanzamiento: 6 de noviembre de 2020 - Discográfica: AllPoints - Formatos: CD, descarga digital, streaming, vinilo  |
| Antarctican Dream Machine | - Lanzamiento: 29 de julio de 2022 - Discográfica: AllPoints - Formatos: descarga digital, streaming                 |

### Reproducción Extendida (EPs)
| Título        | Detalles del EP                                                                                                  |
| ------------- | --- |
| Woodgate, NY  | - Lanzamiento: 31 de marzo de 2014 - Disquera: Brilliance Records - Formato: descarga digital, streaming, vinilo |
| Bathing Beach | - Lanzamiento: 26 de mayo de 2017 - Discográfica: AllPoints - Formato: CD, descarga digital, streaming, vinilo   |

### Sencillos
| Título                                              | Año  | Certificaciones | Álbum / EP            |
| --------------------------------------------------- | ---- | --------------- | --------------------- |
| "So We Drift / Flay"                                | 2012 |                 | Sencillo              |
| "Holland"                                           | 2014 |                 | Woodgate, Nueva York. |
| "From Gold"                                         | 2014 |                 | Woodgate, Nueva York. |
| "Faux" (Novo Amor y Ed Tullett)                     | 2014 |                 | Sencillo              |
| "Callow"                                            | 2014 |                 | Sencillo              |
| "Welcome to the Jungle"                             | 2015 |                 | Sencillo              |
| "Anchor"                                            | 2015 | - RIAA : Oro    | Bathing Beach         |
| "Alps" (Novo Amor y Ed Tullett)                     | 2016 |                 | Sencillo              |
| "Carry You"                                         | 2017 |                 | Bathing Beach         |
| "Cavalry" (Novo Amor y Ed Tullett)                  | 2017 |                 | Heiress               |
| "Silvery" ( Novo Amor y Ed Tullett )                | 2017 |                 | Heiress               |
| "Terraform" (Novo Amor y Ed Tullett)                | 2017 |                 | Heiress               |
| "State Lines"                                       | 2018 |                 | Birthplace            |
| "Birthplace"                                        | 2018 |                 | Birthplace            |
| "Utican"                                            | 2018 |                 | Birthplace            |
| "Sleepless / Repeat Until Death"                    | 2018 |                 | Birthplace            |
| "No Fun / Lucky for You" (Novo Amor y Gia Margaret) | 2019 |                 | Sencillo              |
| "I Make Sparks"                                     | 2019 |                 | Sencillo              |
| "Halloween / Decimal"                               | 2020 |                 | Cannot Be, Whatsoever |
| "Opaline"                                           | 2020 |                 | Cannot Be, Whatsoever |
| "If We're Being Honest"                             | 2020 |                 | Cannot Be, Whatsoever |
| "I Feel Better"                                     | 2020 |                 | Cannot Be, Whatsoever |
| "Haven" (de Life Is Strange: True Colors )          | 2021 |                 | Sencillo              |